# Friedrich Carl Culemann
Friedrich Carl Culemann (* 5. April 1752 in Detmold; † 29. August 1827 in Blankenburg (Harz)) war ein deutscher Verwaltungsjurist und Parlamentarier.

## Leben
Culemann wurde als Sohn des dortigen Kammerrats Nevelin Gerhard Culemann und seiner Frau Anna Margaretha, geb. Hildesbrandt, in Detmold geboren. Er begann sein Studium an der Universität Jena und studierte 1770 bis 1775 Rechtswissenschaften an der Universität Göttingen und ist dort 1772 als Mitglied des Studentenordens ZN belegt. Er schlug die Verwaltungslaufbahn ein. 1792 diente er unter Herzog Karl Wilhelm Ferdinand von Braunschweig-Wolfenbüttel im Halberstädter Regiment der preußischen Armee. Nach dem Feldzug gegen Frankreich wurde er zum Wirklichen Rat bei der Kammer des Fürstentums Blankenburg ernannt. Sein Eintritt in westphälische Dienste wurde später abgelehnt. Nach dem Zusammenbruch der französisch-westphälischen Herrschaft war Culemann von 1814 bis zu seinem Tod 1827 Oberhauptmann des Fürstentums Blankenburg und des Stiftsamts Walkenried.

## Abgeordnetentätigkeit
Von 1808 bis 1813 war Culemann Mitglied des Distriktsrats des Distrikts Blankenburg sowie Mitglied der Reichsstände des Königreichs Westphalen für die Gruppe der Grundeigentümer im Departement der Saale. Von 1819 bis 1827 gehörte er der Braunschweig-Wolfenbüttelschen und Blankenburgischen Landschaft an (wegen des Gerichts Braunlage und der Rittergüter Benzigerode und Cattenstedt).